# 圣安多尼堂 (格拉茨)

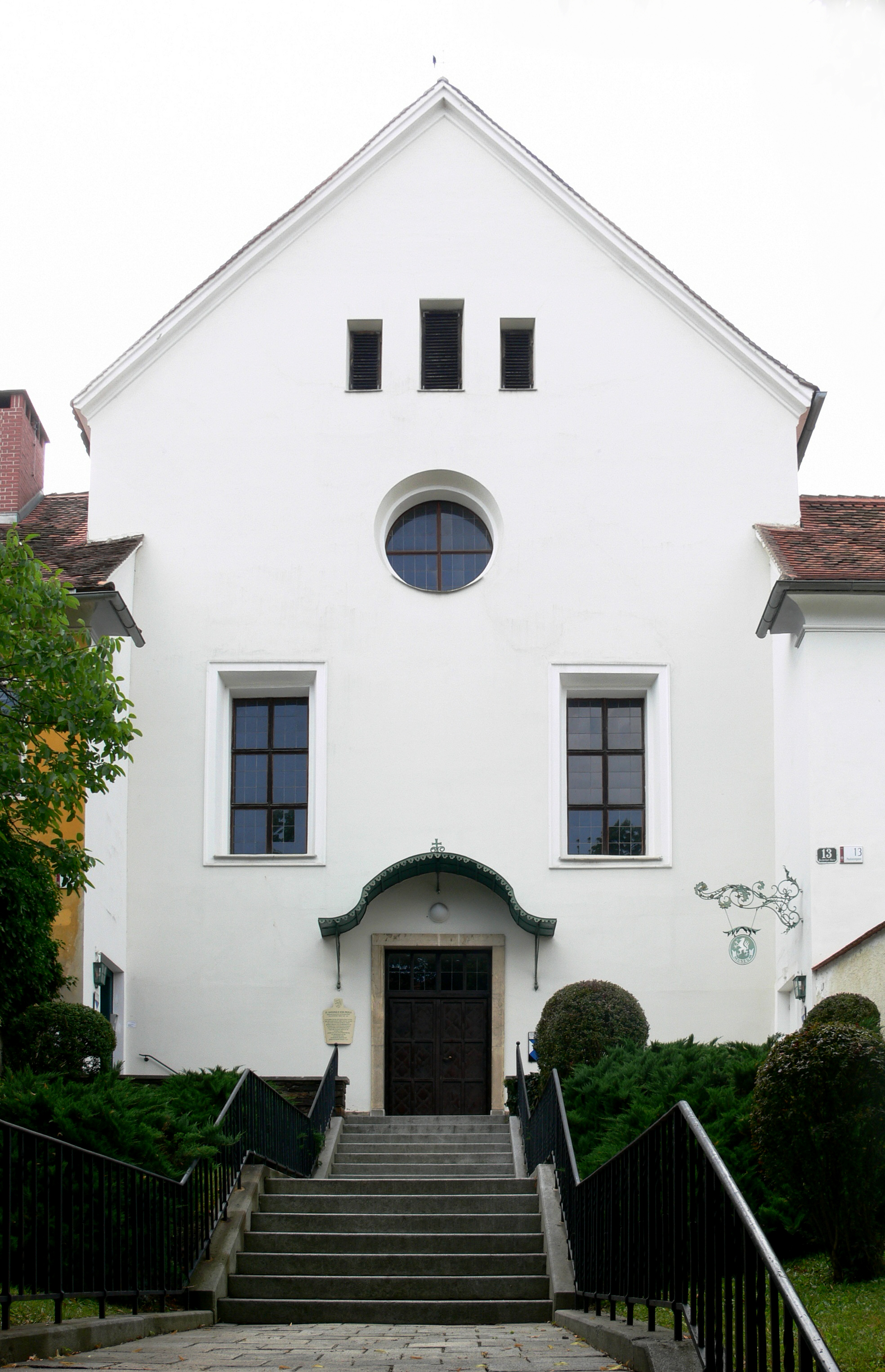

圣安多尼堂（Antoniuskirche）是奥地利格拉茨的一座罗马天主教教堂，位于城堡山附近的保禄门巷（Paulustorgasse），毗邻施蒂里亚民俗博物馆（Steirisches Volkskundemuseum）。
该堂为嘉布遣会在施蒂里亚的第一个分会，建于1600–1602年。 
1600年8月8日，1万册新教书籍和文稿在此焚烧。这次事件是从格拉茨市驱逐新教徒的最后一站。仅二天后，教廷大使在此处安置了十字架并且为圣安多尼堂的建筑奠基。教堂供奉里斯本的圣安多尼。1786年修道院被废弃，用作精神病学机构。1913年，民俗博物馆搬进前修道院的房舍。